# Ingeborg Hansen
Ingeborg Hansen (* 17. Januar 1934 in Eckernförde; † 17. März 2016 in Wedel) war eine deutsche Kunsterzieherin und Malerin.

## Leben

### Werdegang
Ingeborg Hansen studierte von 1955 bis 1960 an der Hochschule für bildende Künste Hamburg. In den Fächern Kunst- und Werkerziehung wurde sie von Kurt Kranz, Karl Kluth und Otto Stelzer unterrichtet.
Ein DAAD-Stipendium ermöglichte ihr einen einjährigen Aufenthalt in Paris.
Ab 1965 lehrte sie als Kunsterzieherin und Philosophielehrerin des Johann-Rist-Gymnasius in Wedel. Zu ihren Schülern gehörten unter anderem die heutige Malerin Anna Goldmund, Arne Lösekann und Arno Neufeld. Mitte der 1990er Jahre wurde Hansen mit der Ehrennadel des Landes Schleswig-Holsteins ausgezeichnet. Damit wurde ihr künstlerisches Schaffen, ihr Einsatz in der Kulturpolitik und ihre Kulturförderung in der Stadt Wedel gewürdigt.
Sie wurde in Wedel beigesetzt.

### Künstlerisches Wirken
Themenschwerpunkte der Arbeiten von Ingeborg Hansen lagen im Bereich Akt und Vergänglichkeit – ihre Malerei blieb im Grenzbereich zwischen Abstraktion und Gegenständlichkeit, wobei Letzteres überwog. Bedingt durch ihre Berufstätigkeit und häusliche Inanspruchnahme konnte sie jedoch nie kontinuierlich künstlerisch arbeiten.

## Ausstellungen
Als Mitglied des Bundesverbandes Bildender Künstlerinnen und Künstler Hamburg und Schleswig-Holstein war sie an den Landesschauen 1962, 1963 und 1970–1972 beteiligt; daneben hat sie unter anderem in Bonn, Fulda, Göttingen und Flensburg ausgestellt.
1994 fand eine Einzelausstellung ihrer Werke der Jahre 1957 bis 1993 im Eckernförder Heimatmuseum statt. Zehn Jahre später folgte noch eine Einzelausstellung im Reepschlägerhaus in Wedel.
2017 fand eine Ausstellung zur Erinnerung an Ingeborg Hansen im Reepschlägerhaus in Wedel statt.

## Mitgliedschaften
- Ingeborg Hansen war Mitglied des Berufsverbandes der Bildenden Künstler Hamburg und Schleswig-Holstein.
- Sie war Initiatorin und langjährige Vorsitzende des Förderkreises des Reepschlägerhauses[6], des ältesten Fachwerkhauses der Stadt.[7]

## Werke (Auswahl)
- Memento Mori (Landschaft mit Sonne und Totenköpfen), Öl auf Leinwand. 1982.[8]
- Weiblicher Akt, halb unter der Erde, Öl auf Leinwand. 1982.[9]
- Geheimnisse der Erde.
- Die gestrandete Wiedau.[10]
- Taube über der Wüste.[11]